# Rahnî Lisovi, Șarhorod
Rahnî Lisovi (în ucraineană Рахни Лісові) este o comună în raionul Șarhorod, regiunea Vinnița, Ucraina, formată numai din satul de reședință.

## Demografie
Componența lingvistică a satului Rahnî Lisovi
     Ucraineană (98,1%)
     Rusă (1,49%)
     Alte limbi (0,22%)
Conform recensământului din 2001, majoritatea populației satului Rahnî Lisovi era vorbitoare de ucraineană (98,1%), existând în minoritate și vorbitori de rusă (1,49%).